# Nov Dojran
Nov Dojran (macedónul: Нов Дојран) település Észak-Macedóniában, a Délkeleti körzet Dojrani járásában.

## Népesség
| Lakosok száma | 1083 | 941  | 1116 | 1033 | 1035 | 1173 | 1199 | 1100 | 997  |
|               | 1948 | 1953 | 1961 | 1971 | 1981 | 1991 | 1994 | 2002 | 2021 |

2002-ben 1 100 lakosa volt, akik közül 1 023 macedón, 27 szerb, 23 török, 14 cigány, 11 albán, 1 bosnyák és 1 egyéb nemzetiségű.